# The Gentleman from Indiana

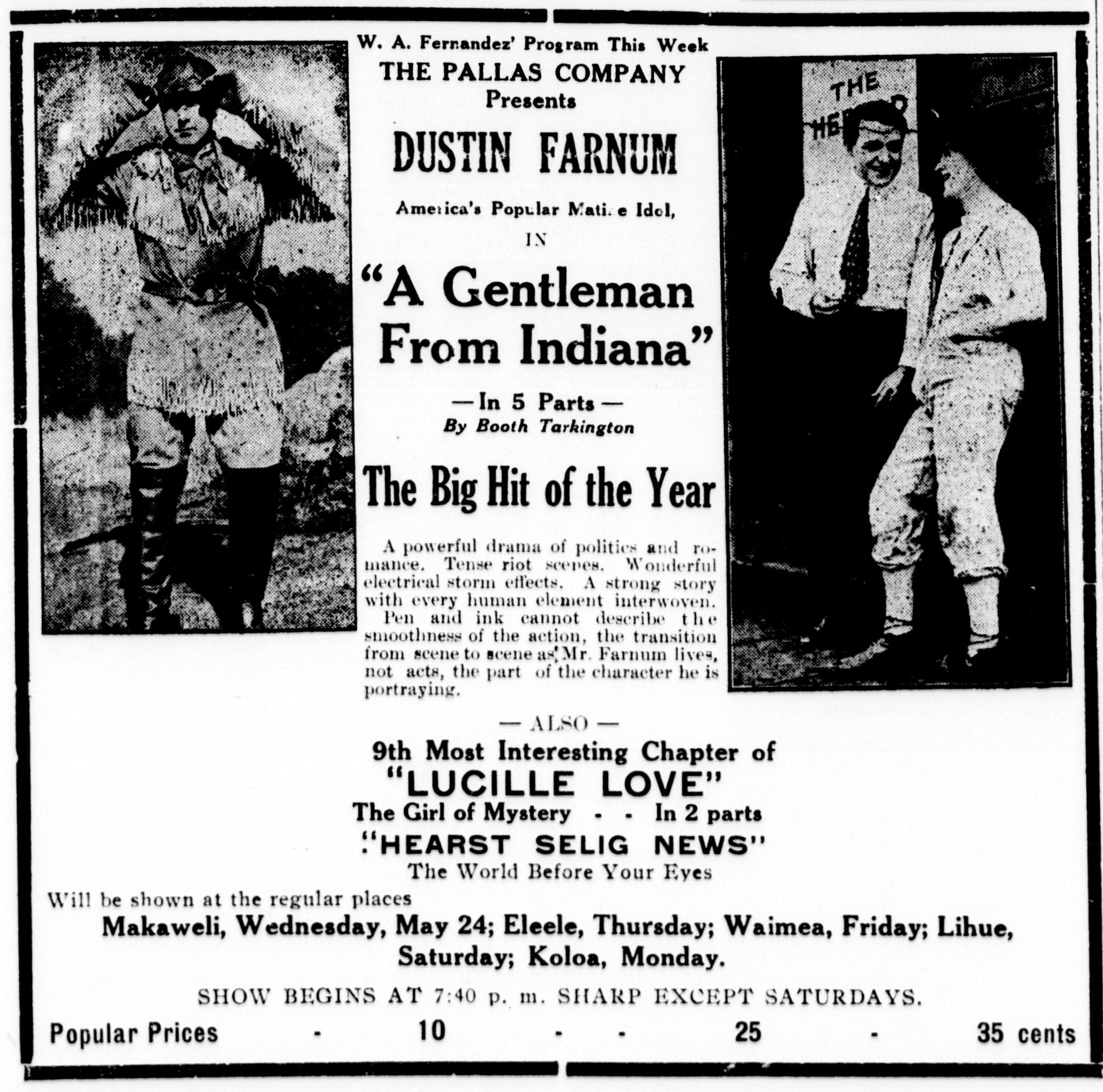
Publicité pour le film publiée en 1916.

Pour plus de détails, voir Fiche technique et Distribution.
The Gentleman from Indiana est un film muet américain réalisé par Frank Lloyd et sorti en 1915.

## Fiche technique
- Titre : The Gentleman from Indiana
- Réalisation : Frank Lloyd
- Scénario : Julia Crawford Ivers, Frank Lloyd, d'après un roman de Booth Tarkington
- Chef opérateur : Fred Dobson
- Musique : George W. Beynon (musique d'accompagnement)
- Production : Pallas Pictures
- Distribution : Paramount Pictures
- Genre : Film dramatique
- Durée : 50 minutes
- Dates de sortie :
  -  États-Unis : 28 novembre 1915

## Distribution
- Dustin Farnum : John Harkless
- Winifred Kingston : Helen Sherwood
- Herbert Standing : Joe Fisbee
- Page Peters : Lige Willets
- Howard Davies : Rodney McCune
- Juan de la Cruz : Tom Meredith
- Joe Ray : Skillett
- Elsie Cort : la fille de Skillett
- C. Norman Hammond : le juge Briscoe
- Helen Jerome Eddy
- Jacob Abrams
- Virginia Foltz